# شاکر الحضر
شاکر الحضر (انگلیسی: Chaker Alhadhur؛ زادهٔ ۴ دسامبر ۱۹۹۱) بازیکن فوتبال اهل اتحاد قمر است.
از باشگاه‌هایی که در آن بازی کرده‌است می‌توان به باشگاه فوتبال کان و باشگاه فوتبال نانت اشاره کرد.
وی همچنین در تیم ملی فوتبال اتحاد قمر بازی کرده‌است.